# Aida (Verdi)
Aida is een opera in vier akten van Giuseppe Verdi uit 1871. Het libretto is van de hand van Antonio Ghislanzoni gebaseerd op een thema van François Auguste Ferdinand Mariette en een schets in het Frans van Camille du Locle. De opdracht voor het schrijven van de opera is gegeven naar aanleiding van de opening van het Operagebouw van Caïro, het nieuwe operagebouw van Caïro.
De opera beleefde zijn première in Caïro op 24 december 1871 (onder leiding van Verdi’s vriend de contrabassist, componist en dirigent Giovanni Bottesini) en in Italië in het Teatro alla Scala in Milaan op 8 februari 1872 en wordt nog steeds regelmatig opgevoerd bij de piramiden van Gizeh.

## Rolverdeling
- Aida, een Ethiopische prinses en slavin van Amneris - sopraan
- Radames, kapitein van de wacht - tenor
- Farao - bas
- Amneris, dochter van de farao - mezzosopraan
- Amonasro, koning van Ethiopië - bariton
- Ramfis, hogepriester - bas
- Een boodschapper - tenor
- Priesters, soldaten, slaven en gevangenen - koor

## Synopsis
Aida is een tragisch verhaal dat zich afspeelt in het oude Egypte. Ethiopische troepen zijn onderweg om Egypte aan te vallen, en Egypte bereidt zich voor op oorlog. Legerkapitein Radames krijgt het opperbevel. Prinses Amneris, dochter van de farao, begeert Radames hevig, maar deze gevoelens zijn niet wederzijds, want Radames heeft een heimelijke liefdesrelatie met Aida, een slavin van Amneris. In Egypte weet niemand dat Aida een dochter is van Amonasro, de koning van Ethiopië. Aida wordt verscheurd tussen enerzijds haar liefde voor haar vader en haar vaderland Ethiopië en anderzijds haar liefde voor Radames, die de oorlog tegen haar vaderland leidt. Zij verlangt naar de dood als uitweg.
Onder leiding van Radames behaalt Egypte een klinkende overwinning op Ethiopië, en Radames wordt als een triomfator gehuldigd (de triomfscène). De farao schenkt hem de hand van zijn dochter Amneris. Dit stemt Radames echter niet gelukkig, want hij bemint slechts Aida. Onder druk gezet door haar vader, de Ethiopische koning Amonasro, verleidt Aida Radames om haar de geheime route van het Egyptische leger naar Ethiopië te vertellen. Dit wordt afgeluisterd door Amonasro, die het wil gebruiken om de oorlog tegen Egypte te hervatten. De jaloerse prinses Amneris ontdekt dit en slaat alarm, waarop Radames van verraad wordt beschuldigd. De kortgeleden nog als grote held gehuldigde wordt nu door de Egyptische priesters veroordeeld tot "de dood der eerlozen": levend ingemetseld worden in de tombe onder de tempel van de Egyptische godheid Ptah. Amneris betreurt nu haar jaloezie, wordt gekweld door wroeging en protesteert vergeefs tegen het vonnis van de priesters.
Als Radames opgesloten zit in de tombe treurt hij dat hij noch het daglicht, noch Aida ooit terug zal zien. Maar tot zijn verbijstering bemerkt hij ineens Aida. Zij had zich in de tombe verborgen en zegt Radames dat zij in zijn armen wil sterven. Terwijl boven hen in de tempel prinses Amneris in rouwkleding treurt, sterft Aida inderdaad in de armen van Radames.

## Karakter van de opera

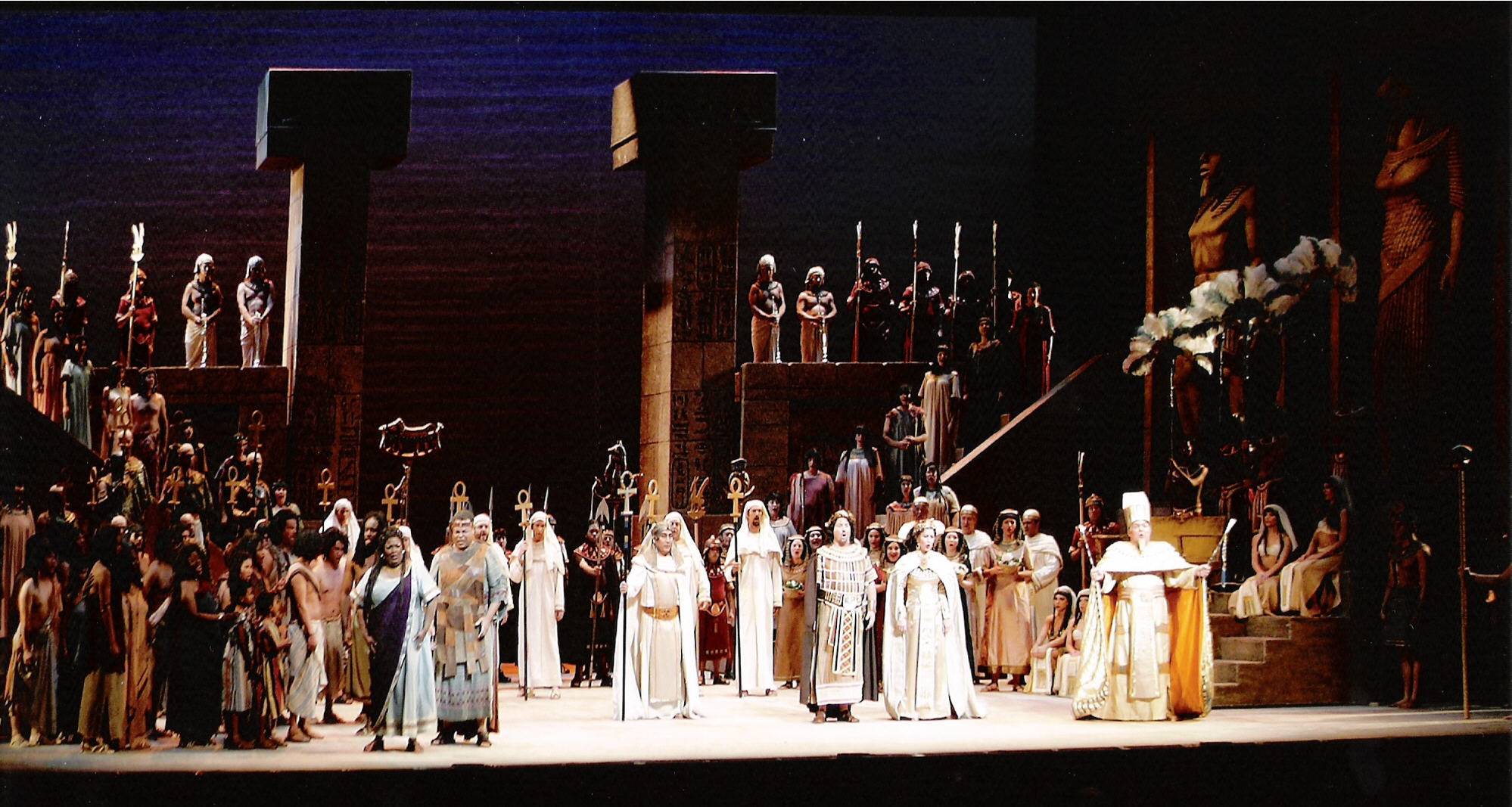
De "triomfscène" door Opera Pacific van Aida in 2006, met Angela Brown als Aida, Donnie Ray Albert als Amonasro, Andrew Gangestad als Ramfis, Carl Tanner als Radames, Milena Kitic als Amneris, en Stefan Szkafarowsky als Koning van Egypte

De relatie tussen Aida, Radames en Amneris is een krachtige liefdesdriehoek in de geschiedenis van de opera, waarbij elk karakter muzikaal wordt neergezet.
Radames bewijst zich vanaf het begin van de opera met zijn aria Celeste Aida, waarbij de tenor al meteen zijn kunnen mag bewijzen met lange meeslepende melodielijnen. Deze aria eindigt met een climax tot de hoge bes, waarbij Verdi noteerde dat deze pianissimo en uitstervend moet worden gezongen, wat de meeste tenoren overigens negeren: ze eindigen fortissimo en krijgen dan ook nog een appreciërend applaus van het overweldigde publiek.
De scène waarin Amneris ontdekt dat Aida Radames vurig bemint heeft een dubbel dramatisch contrast. Enerzijds is er de rivaliteit tussen de twee vrouwen, anderzijds is er het contrast tussen hun persoonlijke vete en de feestelijke sfeer van de overwinning buiten. Het off-stage koor schreeuwt om de dood van de vijand, terwijl Amneris dreigt met wraak op Aida, die bidt om vergiffenis van de goden.
Amneris, de rivale van Aida, zit zelf ook gevangen tussen tegenstrijdige gevoelens wanneer ze later tracht de priesters om te praten om Radames vergiffenis te schenken voor zijn verraad. Dit is een sterk dramatisch moment in de opera, waarbij Verdi een van zijn beste muziekstukken schreef voor de mezzosopraan, tegenover een koor van priesters.
Een ander beroemd fragment is de Triomfmars, niet het minst door de plotselinge modulatie midden in het thema voor de trompetten.
Verdi schreef voor dit gedeelte speciale trompetten voor, zogeheten As-trompetten.
Verdi zat met het probleem van het oosterse effect in zijn muziek. Moest hij oriëntaalse invloeden of instrumenten in zijn opera integreren? Hij vond een perfecte oplossing in de scène in de tempel van Ptah, waarbij hij een 'westerse' ritmische begeleiding schreef voor de harp en het orkest, met de ongebruikelijke 'oosterse' melodische intervallen in het solo van de hogepriesteres waarin ze de god aanroept.

## Bekende aria's
- Celeste Aida
- O Patria Mia

## Geselecteerde opnamen
| Jaar | Rolverdeling (Radames, Aida, Amneris, Amonasro, Ramfis)                                          | Dirigent, operagezelschap en orkest                                       | Label                                                                           |
| ---- | ------------------------------------------------------------------------------------------------ | ------------------------------------------------------------------------- | ------------------------------------------------------------------------------- |
| 1949 | Richard Tucker, Herva Nelli, Eva Gustavson, Giuseppe Valdengo, Norman Scott                      | Arturo Toscanini, NBC Symphony Orchestra, Robert Shaw Chorale             | Audio-cd: RCA Gold Seal Cat: 60300-2-RG                                         |
| 1951 | Mario del Monaco, Maria Callas, Oralia Dominguez, Giuseppe Taddei, Roberto Silva                 | Oliviero de Fabritiis, koor en orkest van het Palacio de Bellas Artes     | Audio-cd:EMI Classics Cat: 62678 Audio-cd: Myto Records Cat: 150                |
| 1952 | Mario del Monaco, Renata Tebaldi, Ebe Stignani, Aldo Protti, Dario Caselli                       | Alberto Erede, koor en orkest van de Accademia Nazionale di Santa Cecilia | Audio-cd: Naxos Historical Cat: 8.110129-30                                     |
| 1955 | Jussi Björling, Zinka Milanov, Fedora Barbieri, Leonard Warren, Boris Christoff                  | Jonel Perlea, koor en orkest van de Opera Roma                            | Audio-cd: Naxos Historical Cat: 8.111042-44                                     |
| 1955 | Richard Tucker, Maria Callas, Fedora Barbieri, Tito Gobbi, Giuseppe Modesti                      | Tullio Serafin, koor en orkest van het Teatro alla Scala                  | Audio-cd: Naxos Historical Cat: 8.111240-41 Audio-cd: EMI Classics Cat: 5563162 |
| ???? | Giuseppe di Stefano, Antonietta Stella, Giulietta Simionato, Giangiacomo Guelfi, Nicola Zaccaria | Antonino Votto, koor en orkest van het Teatro alla Scala                  | Audio-cd: Great Opera Performances Cat: GOP66353                                |
| 1959 | Carlo Bergonzi, Renata Tebaldi, Giulietta Simionato, Cornell MacNeil, Arnold van Mill            | Herbert von Karajan, Wiener Staatsoper, Wiener Philharmoniker             | Audio-cd: Decca Records Cat: DEC 2894670232                                     |
| 1961 | Mario del Monaco, Gabriella Tucci, Giulietta Simionato, Aldo Protti, Paolo Washington            | Franco Capuana, NHK Symphony Orchestra (film opgenomen in Tokyo)          | Dvd: Video Artists Int'l Cat: DVDVAI4420                                        |
| 1962 | Jon Vickers, Leontyne Price, Rita Gorr, Robert Merrill, Giorgio Tozzi                            | Sir Georg Solti, koor en orkest van het Teatro dell'Opera di Roma         | Audio-cd: Decca Records Cat: 4607652                                            |
| 1966 | Carlo Bergonzi, Leyla Gencer, Fiorenza Cossotto, Anselmo Colzani, Bonaldo Giaiotti               | Franco Capuana, koor en orkest van de Arena di Verona                     | Audio-cd: Historical Recording Enterprises                                      |
| 1972 | Plácido Domingo, Martina Arroyo, Fiorenza Cossotto Piero Cappuccilli, Nicolai Ghiaurov           | Claudio Abbado, koor en orkest van het Teatro alla Scala                  | Audio-cd: Opera D'oro Cat: 7002                                                 |
| 1974 | Plácido Domingo, Montserrat Caballé, Fiorenza Cossotto, Piero Cappuccilli, Nicolai Ghiaurov      | Riccardo Muti, New Philharmonia Orchestra koor van het Royal Opera House  | Audio-cd: EMI Classics Cat: 5676132                                             |
| 1981 | Luciano Pavarotti, Margaret Price, Stefania Toczyska, Simon Estes, Kurt Rydl                     | Garcia Navarro, koor en orkest van het War Memorial Opera House           | Dvd: Kultur International Films Cat: 3984 22366 2                               |
| 1983 | Plácido Domingo, Katia Ricciarelli, Elena Obraztsova, Ruggero Raimondi, Nicolai Ghiaurov         | Claudio Abbado, koor en orkest van het Teatro alla Scala                  | Audio-cd:Deutsche Grammophon Cat: 4100922                                       |
| 1986 | Luciano Pavarotti, Maria Chiara, Ghena Dimitrova, Juan Pons, Paata Burchuladze                   | Lorin Maazel, koor en orkest van het Teatro alla Scala                    | Dvd: Image Entertainment Cat: 0014381578522 Dvd: Arthaus Musik Cat: 100059      |
| 1989 | Plácido Domingo, Aprile Millo, Dolora Zajick, Sherrill Milnes, Paata Burchuladze                 | James Levine, koor en orkest van de Metropolitan Opera                    | Dvd: Deutsche Grammophon Cat: 00440 073 0019                                    |

Opmerking: "Cat:" staat voor catalogusnummer van de maatschappij; "ASIN" is het productreferentienummer op amazon.com.

## Trivia
Een bekend en hardnekkig misverstand is dat Aida in première zou zijn gegaan bij de opening van het Suezkanaal. In werkelijkheid was er geen muziek van Giuseppe Verdi, maar van Jacques Offenbach te horen. Bovendien was de opening in 1869 en de première van Aida in 1871.